# Бондарівщина
Бондарі́вщина —  село в Україні, у Миколаївській сільській громаді Сумського району Сумської області. Населення становить 63 осіб. До 2016 орган місцевого самоврядування — Яструбинська сільська рада.

## Географія
Село Бондарівщина знаходиться на березі річки Крига, вище за течією на відстані 1,5 км розташоване село Яструбине, нижче за течією на відстані 1,5 км розташоване село Діброва. На річці велика гребля.

## Історія
12 червня 2020 року, відповідно до розпорядження Кабінету Міністрів України № 723-р «Про визначення адміністративних центрів та затвердження територій територіальних громад Сумської області», село увійшло до складу Миколаївської сільської громади.
19 липня 2020 року, в результаті адміністративно-територіальної реформи та ліквідації Сумського району(1923—2020), увійшло до складу новоутвореного Сумського району.